# Indie na Letních olympijských hrách 1932
Indie se účastnila Letní olympiády 1932 v kalifornském Los Angeles. Zastupovalo ji 15 sportovců v jediném sportu.

## Medailisté
| Medaile | Jméno | Sport         | Soutěž      |
| ------- | --- | ------------- | ----------- |
| Zlato   | Richard Allen Calyle Tapsell Leslie Hammond Massud Minhas Bromme Pinniger Lal Shah Bokhari Richard Carr Gurmit Singh Kullar Dhyan Chand Roop Singh Syed Mohd Jafar Arthur Charles Hind | Pozemní hokej | turnaj mužů |